# سوسکچه‌های نخستین ائوبلینا
 سوسکچه‌های نخستین ائوبلینا(نام علمی: Eobelinae) نام یک زیرخانواده از تیره سوسکچه‌های نخستین است.